# كورينا رودريغيز لوبيز
كورينا رودريغيز لوبيز (ولدت عام 1895 في ألاخويلا - تُوفيت 1982 في سان خوسيه)، معلّمة ونحاتة وناشطة حقوقية كوستاريكية، نشطت من أجل حقوق المرأة والطفل نفيت مرتين لمواقفها حول معاملة النساء والأطفال وآرائها السياسية. درست كورينا في كل من كوستاريكا وبنما وكتبت مقالات للصحف والمجلات تنتقد السياسات الوطنية والدولية، ودافعت عن حقوق السكن للأسر الفقيرة في الأحياء الجنوبية من سان خوسيه.

## حياتها
ولدت كورينا رودريغز لوبيز في 25 ديسمبر 1895 في سان رامون، الأخويلا، كوستاريكا إلى جواكين رودريغيز وجوانا لوبيز كاسترو. أكملت دراستها الابتدائية في مدرسة البنات المركزية في سان رامون. حضرت مدرسة للسيدات في الفترة من 1910 إلى 1914 ومن ثم مدرسة عادية من عام 1914 إلى عام 1915 وتخرجت لتعمل مدرّسة. خلال أول إدارة لها أسّست (دار الأطفال). كانت مؤيدة للرئيس الإصلاحي لألفريدو فلوريس غونزاليس، وعندما عزل من منصبه ونفي بعد نقلاب الديكتاتور فيديريكو تينوكو جرانادوس، غادرت إلى الولايات المتحدة وسجّلت في ماونت سانت ماري أكاديمي في مقاطعة سومرست (نيو جيرسي)، وتخرجت منها في عام 1920 ثم التحقت بعد ذلك بجامعة نورث وسترن (إلينوي) ، وتخرجت في عام 1921 مع درجة الماجستير في اللغة الإنجليزية، والتعليم وعلم النفس.
عادت رودريغز إلى كوستاريكا وبدأت التدريس في مدرسة تطبيق هيريديا. وكانت مديرة المدرسة العليا للسيدات الشابات. بدأت بكتابة ونشر العديد من القطع في الصحف، بما في ذلك المقالات السياسية والأدبية. ومن عام 1922 على الأقل، كانت تنشر مقالات في المرجع الأمريكي تنتقد معاملة النساء والأطفال، والتخلي عن الأطفال، وإدمان الكحول، وكذلك تحليلات السياسة الدولية. كما أخرجت معهد الكتاب المقدس وعملت مديرة لمكتب التعليم الأمريكي. في عام 1923، تأسست منظمة «الرابطة النسوية الكوستاريكية (LFC)»  وهي أول منظمة نسوية في كوستاريكا، بواسطة أنجيلا اكونا براون وانضمت رودريغز إلى تلك المنظمة. شاركت في العديد من الاحتجاجات مع أكونيا، آنا روزا شاكون وكارمين لايرا. استمرت في الصحافة لمدة 16 عامًا وكانت تكتب في العديد من الصحف والمجلات وفي عام 1929 نشرت كتابًا للقصائد حيث تناول الكتاب مواضيع اجتماعية عادية.
في مايو 1943، ساعدت رودريغيز في تنظيم أكبر مسيرة احتجاج ضد إصلاح قانون الانتخابات للجمعية التشريعية. كما شاركت في الدورة التمهيدية للمؤتمر في مدينة غواتيمالا في عام 1947 من أجل الحصول على حقوق إقليمية ومساواة سياسية، ورفاهية الإنسان. اعتقلت في الحرب الأهلية الكوستاريكية عام 1948 وسجنت في سجن «غران باستور» ثم نفيت إلى إلى بنما. وهناك انضمت إلى الحركة النسوية وعملت كمدرسة في منطقة القناة، كما درست اللغة الإنجليزية في المعهد الوطني،  وفي بنما تلقت دروسا متقدمة في النحت وأعمال الخزف.
عندما تمكنت من العودة إلى كوستاريكا في الجزء الأول من السبعينيات بدأت رودريغيز بالعمل في المعهد الوطني للإسكان والعمران (INVU). وبين عامي 1970 و 1974، عملت في الأحياء الجنوبية من سان خوسيه، حيث كانت تناضل من أجل الحصول على مسكن مناسب للفقراء.
تزوجت رودريغز ثلاث مرات. نُشرت العديد من كتاباتها تحت اسم كورينا رودريجيز لوبيز دي كورنيك.
توفيت في 8 نوفمبر 1982 في سان خوسيه (كوستاريكا). في عام 2007، كرمت بإراجها في معرض المرأة في المعهد الوطني للمرأة.